# Bromskär

Bromskär är en brygga på östra Blidö i Stockholms norra skärgård. Den används främst som hamn för fast- och fritidsboende på Söderöra, Norröra, Svartlöga och Rödlöga. Miljöundersökningar har visat på en värdefull och ursprunglig marin bottenmiljö i området.
Bromskärs naturskönhet finns bland annat dokumenterat i Elliord Mattsons vykortserier från Blidö-arkipelagen.
Hamnen renoverades 2017.